# Egzorcizam Emili Rouz
Egzorcizam Emili Rouz (engl. The Exorcism of Emily Rose) je američki horor film iz 2005. godine u režiji Skota Deriksona. Film je baziran na priči Anelize Mihel i prati advokata agnostika koji brani lokalnog sveštenika optuženog za ubistvo iz nemara nakon egzorcističke seanse. Radnja filma se najvećim delom odvija u sudnici i kroz niz flešbekova opisuje događaje koji su doveli do suđenja.

## Opis filma
Advokat Erin Bruner (Lora Lini) preuzima odbranu sveštenika Ričarda Mura (Tom Vilkinson) koji je izvršio obred egzorcizma na mladoj Emili Rouz (Dženifer Karpenter). Brunerova preuzima slučaj nadajući se da će na taj način postati partner u advokatskoj firmi za koju radi. Otac Mur pristaje da ga brani Brunerova, ali samo pod uslovom da ispriča svoju verziju događaja.
Suđenje započinje iskazima medicinskih stručnjaka koje je kao svedoke optužbe pozvao Itan Tomas (Kembel Skot). Jedan od svedoka tvrdi da je Emili Rouz bolovala od epilepsije i psihotičnog poremećaja. Brunerova svoju odbranu, iako oprezno, zasniva na tezi da je Emili zaista bila zaposednuta demonom i uspeva da uveri prisutne da je Emili patila od nečega što ne uspeva da objasni ni medicina ni psihologija. Zbog toga je Emilina porodica angažovala velečasnog Mura. Zatim slede flešbekovi koji pokazuju kako je sve počelo.
Sama u svojoj studentskoj spavaćoj sobi jedne noći, u 3:00 sata posle ponoći, Emili počinje da oseća čudan miris zapaljivosti koji dolazi iz hodnika. Kada je izašla u hodnik da proveri o čemu se radi, vidi da se ulazna vrata otvaraju i zatvaraju sama od sebe nekoliko puta. Kada se vratila u svoju sobu, vidi kako se njena čaša sa olovkama pomera sama od sebe. Zatim, pokrivači se sami od sebe povlače sa nje, a onda nešto teško i nevidljivo počinje da je pritiska tako što je leglo na nju, sila koja pri tome počinje da je davi i guši. Kroz ove epizode, ona počinje da se pita da li joj se to stvarno dešava ili jednostavno halucinira. U početku filma, njoj se pokazuju neke vizuelne demonske grimase i lica, zatim je smeštaju u bolnicu i dijagnostikuju joj epilepsiju. U bolnici je leče umirujućim sredstvima, za koje se kasnije ispostavilo da još baš nimalo nisu pomogli. Vizije sa grimasama i licima, praćene telesnim devijacijama, nastavljaju da joj se javljaju.
Onda napušta školu i vraća se da živi sa roditeljima. Ona i njeni roditelji postaju ubeđeni da ne boluje od epilepsije ili mentalne poremećenosti, već da je posednuta demonima. Zatim traže od Crkve da im pošalje mesnog sveštenika koji će da obavi Egzorcizam, Crkva to odobrava. Tužilac govori u prilog tome da sve to može da se objasni kombinovanjem epilepsije (devijacijama) i psihoze (vizije).
U međuvremenu, Brunerovoj počinju da se dešavaju čudne stvari u stanu u 3:00 sata iza ponoći, uključujući čudne mirise i zvuke. Mur je upozorava da je najverovatnije postala meta demona jer je počela da ih razotkriva. Kasnije u filmu, Mur objašnjava da 3:00 sata posle ponoći predstavlja "Đavolji čas", koji zli duhovi koriste da bi blatili Sveto Trojstvo. To je suprotno od 15:00, tradicionalno uzet kao čas u kom je Isus umro.
Videvši da tužilac gradi prividno snažan medicinski slučaj, Brunerova odlučuje da pokuša da dokaže da Emili jeste, u stvari, bila posednuta. Ona poziva kao svedoka doktorku Sadiru Adani (Šore Agdašlu), profesora antropologije i psihijatrije, koja svedoči o raznim kulturološkim verovanjima o duhovnoj posednutosti. Adani citira knjigu Odvojenu stvarnost Karlosa Kastanede kao način da se razume tema, i predlaže da je Emili, u stvari, bila superosetljiva. Tomas prigovara, i odbacuje Sadirino svedočenje kao pseudonauku.
Doktor Kartrajt (Dankan Frejzer), doktor medicine koji je prisustvovao tokom Egzorcizma, pojavljuje se kasnije u filmu da bi otkrio audio kasetu napravljenu tokom Obreda. Zatim pozivaju oca Mura kao svedoka. Onda puštaju tu audio kasetu i film se flešbekom vraća u vreme kada su obavili Egzorcizam. Egzorcizam je obavljen u Noći veštica, jer Mur veruje da će tako da bude lakše da se izvuku svi demoni. Emili zatim cepa krpe kojima su joj vezali ruke za krevet, skače kroz prozor sa sprata i trčeći odlazi u štalu. Oni je zatim prate. U štali, oni postaju svedoci natprirodnih dešavanja kao što su neprirodno duvanje vetra i demonskih vrisaka i glasova. Demon unutar Emili odbija da kaže svoje ime iako otac Mur uporno ponavlja zahtev da mu ti demoni otkriju njihova imena. I, konačno, demoni oholo odlučuju da se imenuju i time otkrivaju da ih ima tačno šest, a ne samo jedan, kao što je to prethodno mislio otac Mur. A onda počinju da se identifikuju na staromodni način, imenujući sebe jedan za drugim u duplim glasovima koji dolaze iz Emili. Počinju da se identifikuju kao demoni koji su zaposeli Kaina, Nerona i Judu Iskariota, kao i grupu demona Legiju, Belijala, i Lucifera lično. Svaki sebe imenuje na svom odgovarajućem maternjem jeziku: hebrejski ("אני הוא ששוכן בתוך קין", Ani hu sheshokhen betokh e Cain, Ja sam onaj koji je boravio unutar Kaina), Latinski ("Ego sum qui (in?)habitavit in Nerone", Ja sam onaj koji je boravio unutar Nerona), drevni Grčki ("ενοίκησα πάροιθεν εν Ιούδαι", enoikesa paroithen en Iouda, Ja sam jednom živeo unutar Jude), Nemački ("Und ich [war] mit Legion", I bio sam sa Legijom) i Aramejski (ܐܢܐ ܒܠܝܐܝܠ,Ana Belial, Ja sam Belijal). Zatim Emili konačno kaže na Engleskom: "I ja sam Lucifer, Đavo u mesu".
Međutim, Brunerova sledećeg dana ponovo poziva Ričarda Mura da svedoči. On zatim čita pismo koje je Emili napisala noć pre nego što je umrla. U tom pismu, Emili opisuje još jednu viziju koju je imala jutro posle neuspelog Egzorcizma. U toj viziji, ona izlazi iz kuće i u dvorištu joj se prikazuje Devica Marija, u kojoj joj Devica Marija kaže da, mada demoni neće da je napuste, Emili može da napusti svoje telo i da pođe sa Marijom u miru. Nadalje, prikaz Marije joj kaže: ako Emili odluči da se vrati u svoje telo, pomoći će da se dokaže svetu da su Bog i Đavo veoma stvarni. Emili za tim bira da ostane, pri čemu zaključuje svoje pismo rečima: "Ljudi kažu da je Bog mrtav. Ali, kako mogu to da misle ako im ja pokažem Đavola?" Ona zatim prima stigmate, za koje Ričard Mur veruje da su znak Božije ljubavi prema njoj. Tomas, međutim, smatra da je zadobila te povrede samopovređivanjem.
Na kraju filma, oca Mura proglašavaju krivim. Međutim, na preporuku porote, sudija (Meri Bet Hert) slaže se sa porotom i otac Mur biva osuđen na vreme koje je već odležao u zatvoru. Brunerova dobija ponudu za partnerstvo u njenoj firmi, ali je odbija i, pri tome, daje otkaz. Ona odlazi sa ocem Murom na Emilin grob, na kom je postavljen citat (koji mu je Emili citirala noć pre nego što je umrla) iz dvanaestog stiha u drugom poglavlju poslanice Filipnjana: "Gradite spasenje svoje sa strahom i trepetom".

## Glavne uloge
- Lora Lini kao Erin Kristina Bruner
- Tom Vilkinson kao otac Ričard Mur
- Kembel Skot kao Itan Tomas
- Dženifer Karpenter kao Emili Rouz
- Kolm Fior kao Karl Ganderson
- Meri Bet Hert kao sudija Bruster
- Šore Agdašlu kao doktorka Sadira Adani
- Džošua Klous kao Džejson
- Kenet Velš kao doktor Mjuler
- Dankan Frejzer kao doktor Kartrajt
- Dž. R. Born kao doktor Fil
- Henri Černi kao doktor Brigs

## Produkcija
Scenario su napisali Skot Derikson i Pol Haris Bordman. U Bordmanovu čast i čast drugih učesnika na filmu, Derikson je odlučio da se odrekne tradicionalne "film od" zahvalnice. Po Deriksonovom DVD komentaru, izabrao je Bordmana kao koscenaristu jer Derikson vidi sebe kao vernika, a Bordmana kao skeptika. Verovao je da će, ako kombinuje ta dva, film da dobije prikaz posednutosti iz dva različita ugla i da će na taj način da naprave film koji će ponuditi jasnu dvosmislenost koja će da podržava religijsko/natprirodno tumačenje dešavanja koja su ovim filmom oslikana ili više necrkveno/medicinsko tumačenje svih dešavanja u filmu.
Lik Emili Rouz je inspirisan istinitom pričom Anelize Mihel, mlade katoličke žene nemačkog porekla koja je umrla 1976. godine posle neuspelih pokušaja obavljanja egzorcizma uz uzimanje psihotropnih lekova. Sud je prihvatio verziju po kojoj je ona bila epileptična, pri tome odbijajući da prihvati svaku ideju umešanosti natprirodnih sila u ovom slučaju. Dva sveštenika koja su obavila egzorcizam, baš kao i njeni roditelji, bili su proglašeni krivima zbog nehotičnog ubistva kao posledica nemarnosti i time su osuđeni na zatvorsku kaznu (koja je poništena), čime su izazvali kontroverzu i skandal. Mihelin grob je postao nezvanično svetilište za katolike koji su verovali da se Aneliza iskupila za svojevoljne sveštenike i njenu grešnu mladost. Poštuju je kao nezvaničnu sveticu.
Nemački režiser Hans-Kristijan Šmid takođe je uradio filmsku verziju priče o Anelizi Mihel, Rekvijum, otprilike u isto vreme kasne 2006. godine.

## Prijem kod publike
Do 31. Oktobra 2008. godine, film Egzorcizam Emili Rouz je zaradio 140.238.064 dolara širom sveta. Godine 2006., Udruženje filmskih kritičara Čikaga navelo je da je film na listi 100 najstrašnijih filmova svih vremena zauzimajući mesto pod brojem 86. Dženifer Karpenter, čije su "demonske" telesne devijacije postignute bez pomoći specijalnih i vizuelnih efekata, dobila je nagradu za "Najbolji nastup u horor-filmu" na MTV-oj dodeli nagrada 2006. godine. Međutim, sudeći po recenzijama na sajtu Rotten Tomatoes, prijem kod kritike je bio različit. Kao što je naglasio Rodžer Ibert, koji je opisao Egzorcizam Emili Rouz kao "intrigantan i zamršen", film "traži odgovor u necrkvenoj instituciji, odnosno u sudu, da bi dao odgovor na pitanje o kome taj isti sud ne može da da odgovori". Ibert naglašava da "je scenario inteligentan i otvoren povremenom humoru". Pol Arendt iz BBC-a naglašava da "flešbek priča... jeste visokonaponski šok koji ti povremeno prodrma živce zahvaljujući veličanstvenom i upečatljivom nastupu Dženifer Karpenter".
Uopštena saglasnost 150 kritičara bila je ta da "[film] meša sudničku dramu sa generalno čistim strahom bez uplitanja krvi u jednom eksplozivno klasičnom demonskom bioskopu". Film drži 45% 'trulih' ocena na Trulom Paradajzu, bazirano na 150 recenzija. Na Metakritici film ima opštu ocenu od 46 od mogućih 100, bazirano na 32 recenzije.

## Spoljašnje veze
- Egzorcizam Emili Rouz на веб-сајту  (језик: енглески)
- на веб-сајту  (језик: енглески)
- на веб-сајту  (језик: енглески)
- Egzorcizam Emili Rouz на веб-сајту  (језик: енглески)
- Egzorcizam Emili Rouz на веб-сајту  (језик: енглески)
- Comparison of the true story and the film na 'Chasing the Frog'
- Istina o Emili Rouz Архивирано на веб-сајту  (9. децембар 2012) - Istina o Emili Rouz na Okultopediji.
- Q&A on the film sa scenaristima Skotom Deriksonom i Polom Harisom Bordmenom
- Sony Pictures - Egzorcizam Emili Rouz: Zvaničan Sajt